# Vitalij Lukjanenko
Vitalij Volodymyrovytj Lukjanenko (ukrainska: Віталій Володимирович Лук'яненко), född 15 maj 1978 i Sumy, Ukrainska SSR, Sovjetunionen, är en ukrainsk längdåkare och skidskytt.

## Meriter
Paralympiska vinterspelen 2002
- Brons, längdskidåkning, 5 km synskadade

Paralympiska vinterspelen 2006
- Guld, skidskytte, 12,5 km synskadade
- Silver, skidskytte, 7,5 km synskadade
- Brons, skidskytte, stafett 1x3,75 km + 2x5 km

Paralympiska vinterspelen 2010
- Guld, skidskytte, 2x3 km synskadade
- Silver, längdskidåkning, stafett 1x4/2x5 km
- Brons, skidskytte, 12,5 km synskadade

Paralympiska vinterspelen 2014
- Guld, skidskytte, 7,5 km synskadade
- Guld, skidskytte, 12,5 km synskadade
- Silver, längdskidåkning, 4 x 2,5 km öppen stafett
- Brons, skidskytte, 15 km synskadade

Paralympiska vinterspelen 2018
- Guld, skidskytte, 7,5 km synskadade
- Guld, skidskytte, 15 km synskadade

Paralympiska vinterspelen 2022
- Guld, skidskytte, 6 km synskadade
- Guld, skidskytte, 10 km synskadade
- Silver, skidskytte, 12,5 km synskadade